# Evessen
Evessen è un comune di 1.338 abitanti della Bassa Sassonia, in Germania.
Appartiene al circondario (Landkreis) di Wolfenbüttel (targa WF) ed è parte della comunità amministrativa (Samtgemeinde) di Sickte.